# Herbert Matthews
Herbert Lionel Matthews (1900-1977) est un journaliste américain, reporter et éditorialiste au New York Times.

## Biographie
Il devint célèbre en 1957 en révélant que Fidel Castro était toujours vivant et se cachait dans les montagnes de la Sierra Maestra alors que Batista avait rendu sa mort publique après le débarquement des révolutionnaires communistes sur les côtes cubaines.
Diplômé de l'université Columbia, il fut envoyé spécial en Europe pour suivre la Guerre civile espagnole. Ses nombreuses enquêtes sur Cuba lui valurent les reproches de ses confrères pour sympathie communiste mais consacrèrent sa carrière : son entretien avec Castro fut négocié par Ruby Hart Phillips (en) alors ambassadeur à la Havane.